# Кершенбах (Ајфел)
Кершенбах (њем. Kerschenbach) општина је у њемачкој савезној држави Рајна-Палатинат. Једно је од 109 општинских средишта округа Вулканајфел. Према процјени из 2010. у општини је живјело 182 становника. Посједује регионалну шифру (AGS) 7233219.

## Географски и демографски подаци
Кершенбах се налази у савезној држави Рајна-Палатинат у округу Вулканајфел. Општина се налази на надморској висини од 540 метара. Површина општине износи 6,9 km². У самом мјесту је, према процјени из 2010. године, живјело 182 становника. Просјечна густина становништва износи 26 становника/km².